# Adrián San Miguel
Adrián San Miguel (Sevilla, 3 de gener de 1987) és un futbolista que juga com a porter al Real Betis Balompié. Va començar la seva trajectòria futbolística al Real Betis Balompié fins que l'any 2013 va ser fitxat pel West Ham United Football Club. Al final de la temporada 2018–19 va quedar lliure i el va fitxar el Liverpool, on va debutar el 9 d'agost, substituint Alisson Becker que s'havia lesionat. El 14 d'agost va guanyar la Supercopa d'Europa de futbol aturant un penal decisiu.

## Palmarès
Liverpool FC
- 1 Campionat del Món de Clubs: 2019
- 1 Supercopa d'Europa: 2019
- 1 Premier League: 2019-20
- 1 Copa anglesa: 2021-22
- 2 Copes de la Lliga anglesa: 2021-22, 2023-24
- 1 Community Shield: 2022